# Alfredo Duhalde

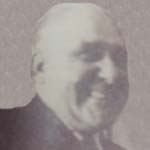
Alfredo Duhalde

Alfredo Duhalde Vásquez (* 30. Juni 1898; † 10. April 1985) war vom 27. Juni 1946 bis zum 17. Oktober 1946 pro forma chilenischer Interims-Präsident. 
Als Innenminister von Präsident Juan Antonio Ríos übernahm er dessen Vollmachten, nachdem Ríos im Januar 1946 schwer erkrankte, bis zu seinem Tod am 27. Juni 1946. Vom 3. August bis zum 17. Oktober 1946 führte Vicente Merino Bielich das Präsidialamt. Nach den Wahlen vom 17. Oktober führte Juan Antonio Iribarren Cabezas bis zum 3. November die Präsidialgeschäfte, bis der gewählte Nachfolger Gabriel González Videla das Amt übernahm.
| Personendaten    | Personendaten                   |
| ---------------- | ------------------------------- |
| NAME             | Duhalde, Alfredo                |
| ALTERNATIVNAMEN  | Duhalde Vásquez, Alfredo        |
| KURZBESCHREIBUNG | chilenischer Interims-Präsident |
| GEBURTSDATUM     | 30. Juni 1898                   |
| STERBEDATUM      | 10. April 1985                  |